# Ioan-Alexandru Silberg
Ioan-Alexandru Silberg (n. 6 noiembrie 1937, Cluj-Napoca – d. 2006) a fost un chimist român, membru corespondent (din 1996) al Academiei Române.